# Aongstroemia heteromalla
Aongstroemia heteromalla là một loài rêu trong họ Dicranaceae. Loài này được Hedw. Müll. Hal. mô tả khoa học đầu tiên năm 1848.